# ۱۳۴۸ (قمری)
۱۳۴۸ (قمری)، هزار و سیصد و چهل و هشتمین سال در گاهشماری هجری قمری است. اول محرم این سال برابر با نهم ژوئن سال ۱۹۲۹ میلادی است.

## رویدادها
دیده شدن یک جسم نورانی متحرک در آسمان ایران در ۲۰ محرم ۱۳۴۸ مصادف با ۲۹ ژوئن ۱۹۲۹ میلادی که از جنوب شرقی ایران تا شمال غربی شهر تبریز ادامه داشته و تمامی شهرهای ایران را مثل روز روشن کرده است. بعد از فرود، صدای انفجار مهیبی در شهر تبریز شنیده شده است.

## ازدواج گل محمد خانی شهرانی و فیروزه خانم
زاده محل عمارلو شهرستان رودبار گیلان

## زادگان
- ۱۲ شوال - سید محمدکاظم قزوینی مؤلف دانشنامه امام صادق